# رشد ثانویه

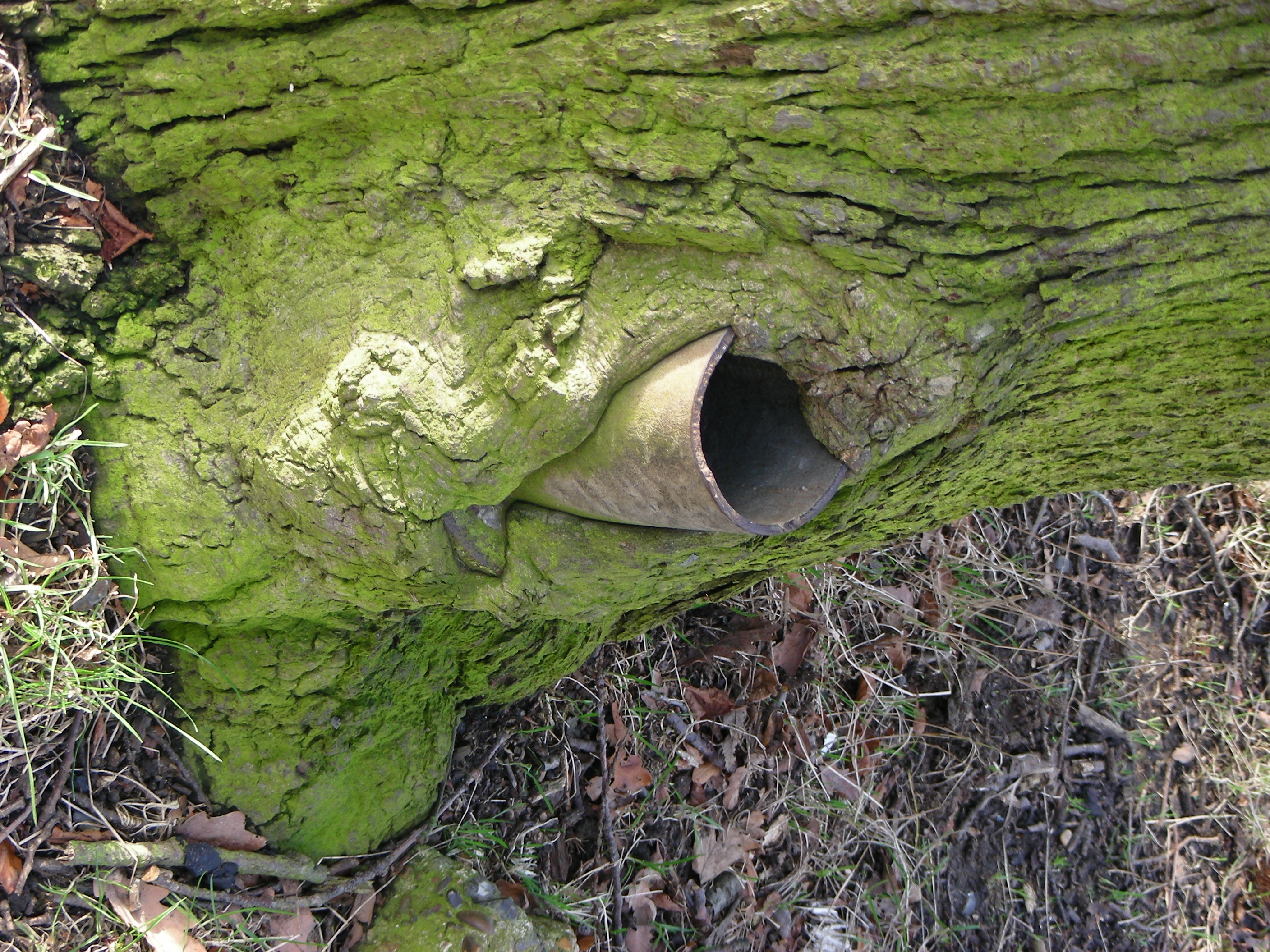
رشد ثانویه، ساقه و ریشه‌ها را ضخیم می‌کند و معمولاً آنها را چوبی می‌کند. محصورشدگی مانند این ستون فلزی و خرده‌های اندام می‌توانند بلعیده شوند.

رشد ثانویه (انگلیسی: Secondary growth)، در گیاه‌شناسی رشدی است که از تقسیم سلولی در کامبیا یا مریستم‌های جانبی حاصل می‌شود و باعث ضخیم شدن ساقه‌ها و ریشه‌ها می‌شود، در حالی که رشد اولیه رشدی است که در نتیجه تقسیم سلولی در نوک ساقه‌ها و ریشه‌ها اتفاق افتاده و باعث کشیده شدن آنها و ایجاد بافت اولیه می‌شود.
رشد ثانویه در اکثر گیاهان بذری اتفاق می‌افتد، اما تک‌لپه‌ها معمولاً فاقد رشد ثانویه هستند. اگر رشد ثانویه داشته باشند، با الگوی معمول سایر گیاهان بذری متفاوت است. تشکیل بافت‌های عروقی ثانویه از کامبیوم یکی از ویژگی‌های دولپه‌ها و بازدانگان است. در تک‌لپه‌های خاصی، بافت‌های آوندی نیز پس از تکمیل رشد اولیه افزایش می‌یابد، اما کامبیوم این گیاهان ماهیت متفاوتی دارد. در سرخس‌تباران زنده این ویژگی بسیار نادر است و فقط در علف شهپرها دیده می‌شود.

## مریستم‌های جانبی
در بسیاری از گیاهان آوندی، رشد ثانویه حاصل فعالیت دو مریستم جانبی، کامبیوم چوب‌پنبه‌ای و کامبیوم آوندی است. رشد ثانویه ناشی از مریستم‌های جانبی باعث افزایش عرض ریشه یا ساقه گیاه به‌جای طول آن می‌شود. تا زمانی که مریستم‌های جانبی به تولید سلول‌های جدید ادامه دهند، ساقه یا ریشه به رشد قطری خود ادامه خواهند داد.
در گیاهان چوبی، این فرایند چوب تولید می‌کند و گیاه را به شکل درختی با تنه ضخیم درمی‌آورد. از آنجایی که این رشد معمولاً اپیدرم ساقه یا ریشه را پاره می‌کند، گیاهانی که رشد ثانویه دارند معمولاً کامبیوم چوب‌پنبه‌ای نیز ایجاد می‌کنند. کامبیوم چوب‌پنبه باعث ایجاد سلول‌های چوب‌پنبه‌ای ضخیم می‌شود تا از سطح گیاه محافظت کرده و از دست دادن آب را کاهش دهد. اگر این امر در طول سالیان متمادی حفظ شود، این فرایند ممکن است یک لایه چوب پنبه تولید کند. در مورد بلوط چوب‌پنبه‌ای چوب‌پنبه قابل برداشت تولید می‌کند.

## در گیاهان غیرچوبی

نمودار رشد ثانویه در یک درخت که بخش‌های عمودی و افقی ایده‌آل را نشان می‌دهد. چوب جدید در هر فصل رشد توسط مریستم‌های جانبی، کامبیوم چوب‌پنبه و کامبیوم آوندی اضافه می‌شود.

رشد ثانویه نیز در بسیاری از گیاهان غیرچوبی رخ می‌دهد، برای نمونه، گوجه‌فرنگی، غده سیب‌زمینی، ریشه هویج و ریشه غده‌ای سیب‌زمینی شیرین. برگ‌های با عمر طولانی نیز رشد ثانویه دارند.

## رشد ثانویه غیرعادی
رشد ثانویه غیرعادی از الگوی یک کامبیوم آوندی منفرد پیروی نمی‌کند که آوند چوبی به داخل و آوند آبکش به بیرون تولید می‌کند، مانند لیگنوفیت‌های اجدادی. برخی از دولپه‌ها رشد ثانویه غیرعادی دارند، برای نمونه، در گل کاغذی یک سری از کامبیا خارج از قدیمی‌ترین آبکش به‌وجود می‌آیند.
تک‌لپه‌های اجدادی رشد ثانویه خود را از دست دادند و استیل آنها به گونه‌ای تغییر کرده است که بدون تغییرات عمده‌ای که احتمال وقوع آنها بسیار بعید است قابل بازیابی نیست. تک‌لپه‌ها یا رشد ثانویه ندارند، مانند اجداد، یا دارای نوعی «رشد ثانویه غیرعادی» هستند، یا در مورد نخل‌ها، قطر خود را به گونه‌ای بزرگ می‌کنند که نوعی رشد ثانویه نامیده می‌شود و نه به شکل تعریفی که برای این اصطلاح داده شده است.
درختان نخل به دلیل تقسیم و بزرگ شدن سلول‌های پارانشیم، قطر تنه خود را افزایش می‌دهند که به آن غول‌پیکری اولیه می‌گویند چون تولید آوند چوبی و بافت‌های آبکش ثانویه وجود ندارد، یا گاهی «رشد ثانویه منتشر» می‌نامند. در برخی ساقه‌های تک‌لپه‌ای دیگر مانند یوکا و درخت اژدها با رشد ثانویه غیرعادی، کامبیوم تشکیل می‌شود، اما در داخل بسته‌های آوندی و پارانشیم و از بیرون فقط پارانشیم ایجاد می‌کند. قطر برخی از ساقه‌های تک‌لپه به دلیل فعالیت مریستم ضخیم‌کننده اولیه که از مریستم رأسی گرفته شده است، افزایش می‌یابد.

## منابع

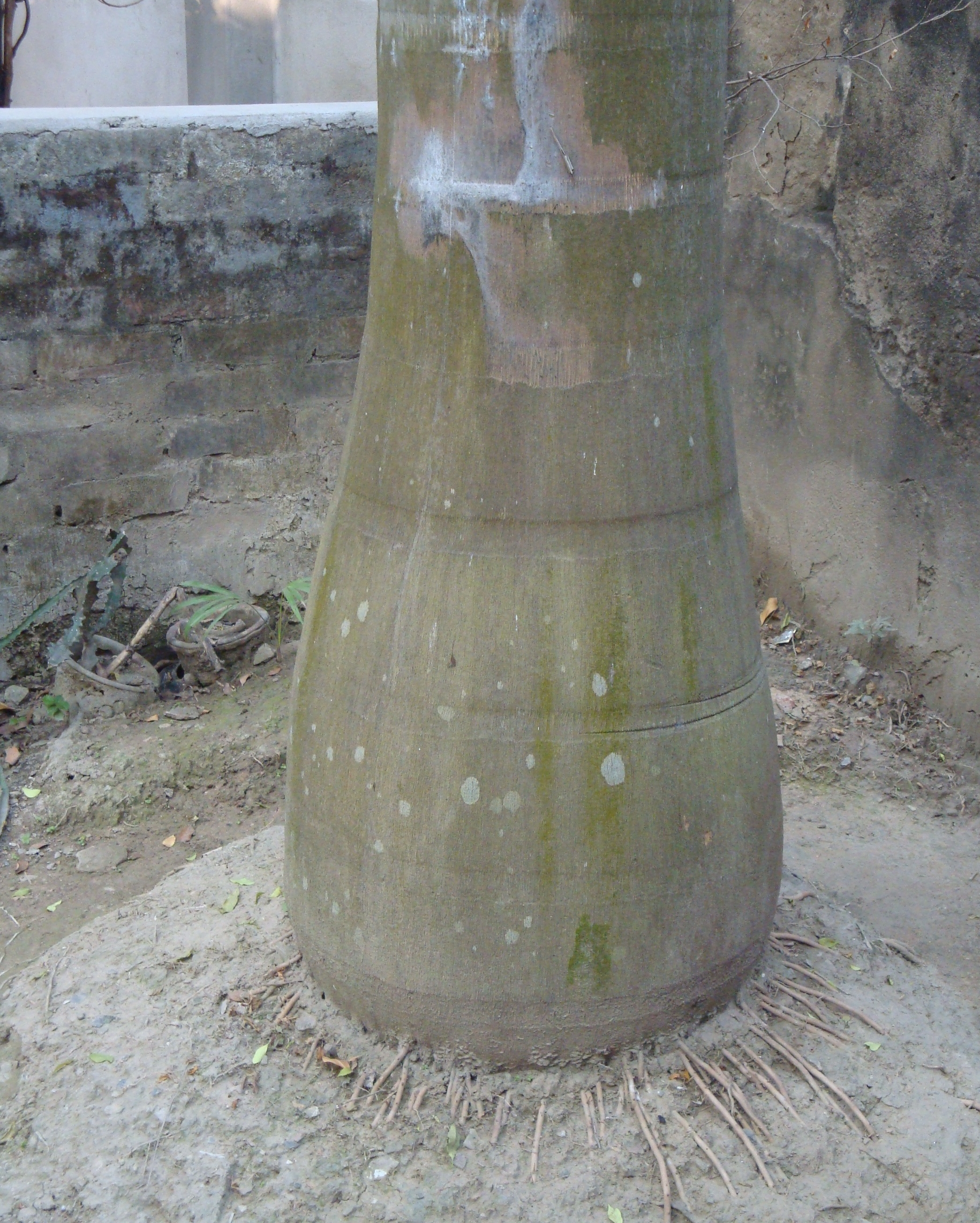
نخل‌ها قطر تنه خود را با تقسیم و بزرگ شدن بافت پارانشیم و بدون رشد ثانویه واقعی (تولید بافت چوبی و آبکش ثانویه و در نتیجه توسعه تاج‌پوش و سیستم ریشه) افزایش می‌دهند. (تصویر نخل شاهی)